# Trzeci rząd Bertiego Aherna

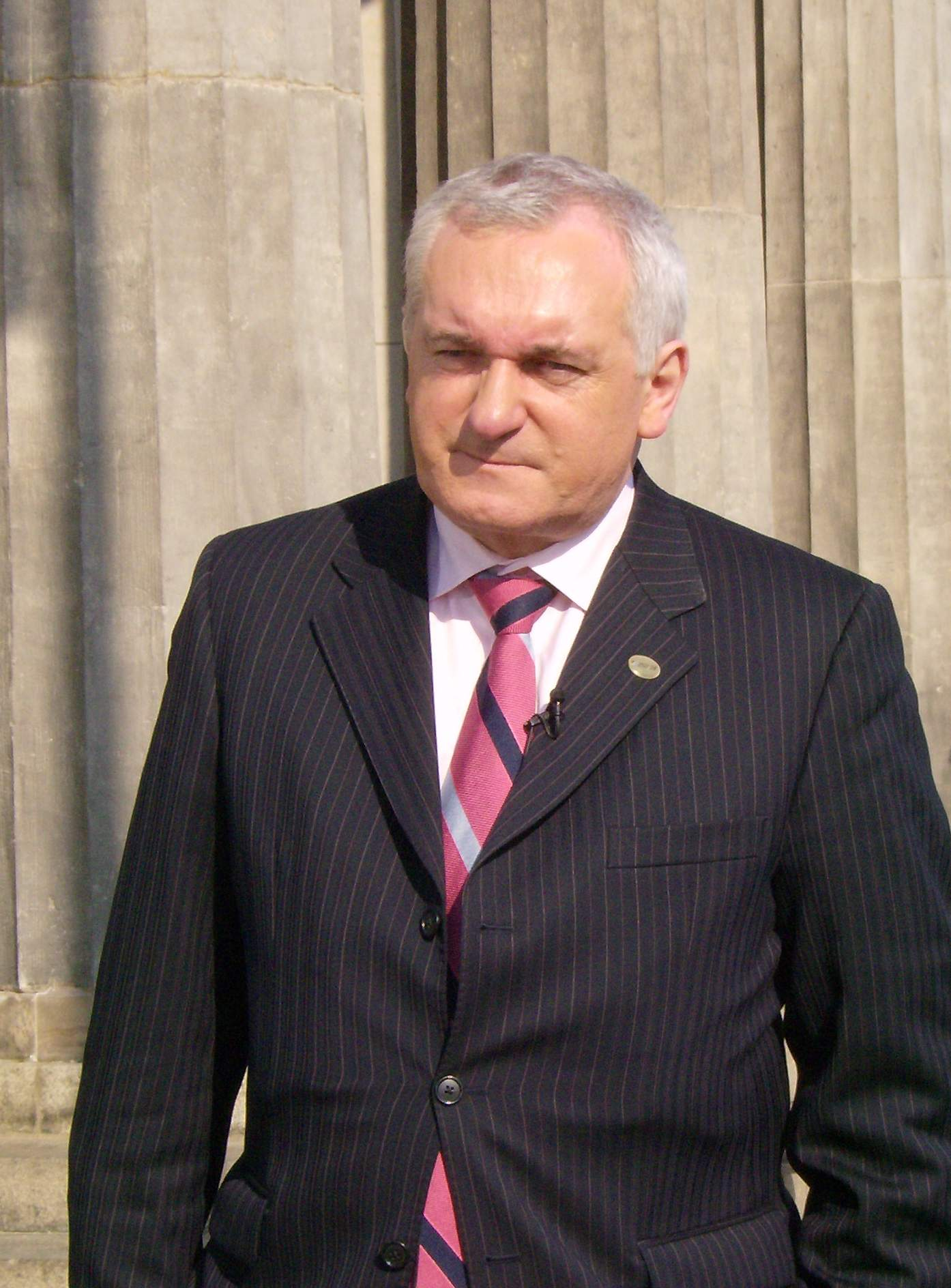
Premier Bertie Ahern w Berlinie (2007)

Trzeci rząd Bertiego Aherna – rząd Irlandii funkcjonujący od 14 czerwca 2007 do 7 maja 2008. Był to gabinet tworzony przez polityków Fianna Fáil (FF), Partii Zielonych (GP) i Progresywnych Demokratów (PD).
Rząd został powołany po wyborach w 2007, w wyniku których wyłoniono Dáil Éireann 30. kadencji. Zastąpił drugi gabinet Bertiego Aherna. Rząd uzyskał wotum zaufania większością 89 głosów w 166-osobowej izbie. W kwietniu 2008 premier zapowiedział swoją rezygnację w związku ze stawianymi mu zarzutami korupcyjnymi. Rząd zakończył urzędowanie w kolejnym miesiącu, kiedy to powołany został gabinet Briana Cowena.

## Skład rządu
- Taoiseach: Bertie Ahern (FF)
- Tánaiste, minister finansów: Brian Cowen (FF)
- Minister rolnictwa, rybołówstwa i żywności: Mary Coughlan (FF)
- Minister sztuki, sportu i turystyki: Séamus Brennan (FF)
- Minister komunikacji, energii i zasobów naturalnych: Eamon Ryan (GP)
- Minister wspólnot, obszarów wiejskich i spraw Gaeltachtu: Éamon Ó Cuív (FF)
- Minister obrony: Willie O’Dea (FF)
- Minister edukacji i nauki: Mary Hanafin (FF)
- Minister przedsiębiorczości, handlu i zatrudnienia: Micheál Martin (FF)
- Minister środowiska, dziedzictwa i samorządu lokalnego: John Gormley (GP)
- Minister spraw zagranicznych: Dermot Ahern (FF)
- Minister zdrowia i dzieci: Mary Harney (PD)
- Minister sprawiedliwości: Brian Lenihan (FF)
- Minister spraw społecznych i rodziny: Martin Cullen (FF)
- Minister transportu: Noel Dempsey (FF)